# Harold Walter
Sir Harold Edward Walter (* 17. April 1920 in Quartier Militaire, Distrikt Moka; † 25. Juli 1992) war ein Politiker aus Mauritius, der unter anderem zwischen 1976 und 1982 Außenminister war.

## Leben
Bei den Wahlen vom 9. März 1959 kandidierte Walter im Wahlkreis No. 22 Mahebourg erstmals erfolgreich für den damaligen Legislativrat. 1959 wurde er Minister für öffentliche Arbeiten und Kommunikation der Regierung der britischen Kolonie Mauritius, deren Chefminister seit dem 26. September 1961 Seewoosagur Ramgoolam war, und bekleidete dieses Amt bis 1965. Bei den Wahlen vom 21. Oktober 1963 wurde er im Wahlkreis No. 22 Mahebourg erneut zum Mitglied des Legislativrates gewählt und fungierte zwischen 1965 und 1967 erstmals als Gesundheitsminister.
Walter erhielt als Kandidat der Unabhängigkeitspartei bei den Wahlen vom 7. August 1967 im Wahlkreis No. 12 Mahebourg and Plaine Magnien das drittbeste Ergebnis der drei dort zu vergebenden Sitze und wurde damit zum Mitglied der nunmehrigen Legislativversammlung gewählt. In der im Anschluss gebildeten Regierung von Chief Minister Ramgoolam bekleidete er von 1967 bis 1971 erst als Arbeitsminister sowie danach zwischen 1971 und 1976 erneut als Gesundheitsminister. Für seine Verdienste wurde er am 22. Februar 1972 zum Knight Bachelor geschlagen und führte fortan den Namenszusatz „Sir“.
Bei den Wahlen vom 20. Dezember 1976 bewarb sich Walter für die Unabhängigkeitspartei im Wahlkreis No. 12 Mahebourg and Plaine Magnienfür einen der drei dort zu vergebenden Sitze, kam aber dieses Mal nur auf den sechsten Platz. Allerdings wurde ihm als einer der sogenannten „Best Loser“ (Beste Verlierer) einer der acht zusätzlichen Sitze in der Legislativversammlung zugesprochen, so dass er wieder Mitglied des Parlaments wurde. Im Anschluss wurde er von Premierminister Ramgoolam erneut in die Regierung berufen und gehörte dieser bis 1982 als Außenminister sowie zugleich als Minister für Tourismus und Auswanderung an. Bei der darauf folgenden Wahl am 11. Juni 1982 verzichtete er auf eine erneute Kandidatur und schied nach 23 Jahren aus dem Parlament aus.